# Festival de télévision de Monte-Carlo 2015
 (novembre 2016).
Le Festival de télévision de Monte-Carlo 2015, 55e édition du festival, s'est déroulé du 13 au 18 juin 2015.

## Nommés aux  Nymphes d'Or[1]

### Films de télévision
- Das Zeugenhaus  Allemagne
- Die Spiegel-Affäre  Allemagne
- La loi  France
- Hitojichi No Roudokukai  Japon
- Marvellous  Royaume-Uni

### Mini-séries
- Anzac Girls  Australie
- Secrets and Lies  Australie
- 1864  Danemark
- Jusqu'au dernier  France
- The missing  Royaume-Uni

### Séries TV-Comédie
- Bankerot  Danemark
- B&B De Boca en Boca  Espagne
- Fais Pas Ci Fais Pas Ca  France
- LilyHammer 3  Norvège
- Crackanory  Royaume-Uni
- Welcome to Sweden  Suède

### Séries TV-dramatique
- Love Child  Australie
- Badehotellet  Danemark
- House Of Cards  États-Unis d'Amérique
- Gomorra La Série  Italie
- Happy Valley  Royaume-Uni
- The Fall  Royaume-Uni

### Grands reportages d'actualités
- Weltspiegel Extra: Mörderische Ukraine Krieg – Flucht Aus Ilowajsk  Allemagne
- Injusticia Express  Espagne
- Freedom To Broadcast Hate  Royaume-Uni
- The Mystery Of MH370  Singapour
- ZDFzoom: Das Fußball-Imperium - Die Geschäfte Der FIFA  Suisse  Pays-Bas  Royaume-Uni  Allemagne  Maurice  États-Unis  Brésil  Qatar

### Grands reportages de sociétés
- Blijf Van Mijn Lijfje  Belgique
- Tuesday Report: Super Exam Factory: A Living Hell  Hong Kong
- Ludzie Duchy  Pologne
- Al Jazeera Investigates - Broken Dreams: The Boeing 787  Qatar
- Uppdrag Granskning: Naken På Nätet  Suède

### Reportages du journal télévisé
- CBC News: The National - MH17 Crash- A Gruesome Task  Canada
- Suspected Police Brutality Against Occupy Protester  Hong Kong
- Ebola Village  Royaume-Uni
- Mexico: Vigilantes Against The Drug Cartels  Royaume-Uni
- The Desperate Struggle To Save Iraq’s Yazidis  Royaume-Uni

### Programme d'actualités 24 heures/24
- CBC News Network: The Ottawa Shootings  Canada
- The Crash Of Flight MH17  États-Unis d'Amérique
- Crimea  Royaume-Uni
- May 9th Shooting In Mariupol  Russie

### Prix spécial Prince Rainier III
- NonfictionW_Yuza Guantei:Alone On Stage  Japon
- Island In The East Sea- Seagull'S Nest  Corée du Sud

## Prix de l'audience internationale

### Séries TV-comédie
- How I met Your Mother  États-Unis
- Modern Family  États-Unis
- Svaty  Ukraine

### Séries TV-dramatique
- Crminial Minds  États-Unis
- CSI: Crime Scene Investigation  États-Unis
- NCIS  États-Unis

### Telenovelas
- Avienda Brasil  Brésil
- Jodah Akbar  Inde
- The Bold And The Beautiful  États-Unis

## Palmarès[2]

### Films de télévision
- Meilleur film de télévision : Marvellous  Royaume-Uni
- Meilleure actrice : Gemma Jones dans Marvellous  Royaume-Uni
- Meilleur acteur : Toby Jones dans Marvellous  Royaume-Uni

### Mini-séries
- Meilleure mini-série : The missing  Royaume-Uni
- Meilleure actrice : Frances O'Connor dans The missing  Royaume-Uni
- Meilleur acteur : Anthony Hayes dans Secrets and Lies  Australie

### Actualités
- Meilleurs grands reportages d'actualités : Fast Track Injustice / Injustice Express  Espagne
- Meilleur reportage de société : The Ghost People / Ludzie Duchy  Pologne
- Meilleur reportage du journal télévisé : Suspected Police Brutality Against Occupy Protester  Hong Kong
- Meilleur programme d'actualités 24 heures/24 : CBC News Network: The Ottawa Shootings  Canada

### Séries TV-comédie
- Meilleure série télévisée internationale : Welcome To Sweden  Suède
- Meilleure série télévisée européenne : Lilyhammer 3  Norvège
- Meilleure actrice : Belen Rueda dans B&B Magazine / B&B, De Boca En Boca  Espagne
- Meilleur acteur : Steven Van Zandt dans Lilyhammer 3  Norvège

### Séries TV-dramatique
- Meilleure série télévisée internationale : Gomorrah / Gomorra La Serie  Italie
- Meilleure série télévisée européenne : Happy Valley  Royaume-Uni
- Meilleure actrice : Sarah Lancashire dans Happy Valley  Royaume-Uni
- Meilleur acteur : Marco D'Amore dans Gomorra  Italie

### Prix de l'audience TV internationale
- Meilleure série télévisée-dramatique : NCIS  États-Unis
- Meilleure série télévisée-comédie : How I met Your Mother  États-Unis
- Meilleure telenovela : The Bold And The Beautiful  États-Unis

### Prix spéciaux
- Prix spécial du prince Rainier III : Island In The East Sea- Seagull'S Nest  Corée du Sud
- Prix AMADE : The Desperate Struggle To Save Iraq’s Yazidis  Royaume-Uni
- Prix Comité international de la Croix-Rouge : Do Not Touch Me / Blijf Van Mijn Lijfje  Belgique
- Prix SIGNIS : DramaW Special Storytelling Of Hostages / Hitojichi No Roudokukai  Japon
- Prix de la Croix-Rouge monégasque : DramaW Special Storytelling Of Hostages / Hitojichi No Roudokukai  Japon
- Prix URTI - Grand prix international du document d'auteur : Taïga  France